# غريغور جوردن
غريغور جوردن (بالإنجليزية: Gregor Jordan)  (و. 1966  م) هو مخرج أفلام، وكاتب سيناريو أسترالي، ولد في سالي.

## وصلات خارجية
- غريغور جوردن على موقع IMDb (الإنجليزية)
- غريغور جوردن على موقع ألو سيني (الفرنسية)
- غريغور جوردن على موقع أول موفي (الإنجليزية)
- غريغور جوردن على موقع قاعدة بيانات الأفلام السويدية (السويدية)
- غريغور جوردن على موقع قاعدة بيانات الفيلم (الإنجليزية)
- غريغور جوردن على موقع كينوبويسك (الروسية)